# Margaret Weis
Margaret Edith Weis (Independence, 16 marzo 1948) è una scrittrice statunitense, autrice di numerosi romanzi di genere fantasy e fantascientifici.
È autrice insieme a Tracy Hickman dei romanzi della serie Dragonlance. Alcuni suoi romanzi sono stati pubblicati con lo pseudonimo di Susan Lawson oppure Margaret Baldwin. Nella sua carriera ha scritto 431 opere ed è stata tradotta in 20 lingue diverse.

## Opere

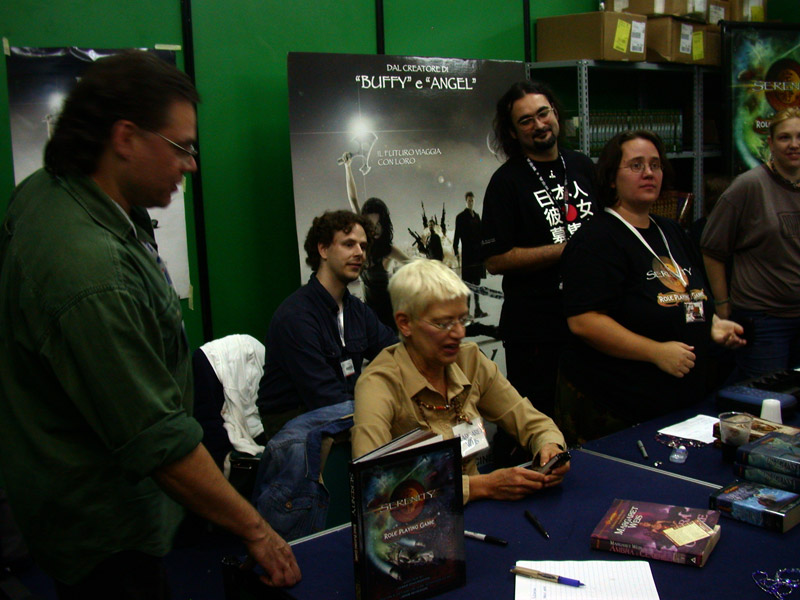
Margaret Weis, a Lucca Games nell'ottobre 2005

### Dragonlance
Le cronache di Dragonlance 
Scritti con Tracy Hickman:
1. I draghi del crepuscolo d'autunno, 1984 (orig.: Dragons of Autumn Twilight) ISBN 88-344-1744-5
2. I draghi della notte d'inverno, 1985 (orig.: Dragons of Winter Night) ISBN 88-344-1016-5
3. I draghi dell'alba di primavera, 1985 (orig.: Dragons of Spring Dawning) ISBN 88-344-1746-1

- Le Cronache - Trilogia completa: I draghi del crepuscolo d'autunno, I draghi della notte d'inverno, I draghi dell'alba di primavera, 2004 (orig.: Dragons of Autumn Twilight, Dragons of Winter Night, Dragons of Spring Dawning) ISBN 88-344-1695-3
- Le cronache annotate (trilogia completa annotata): I draghi del crepuscolo d'autunno, I draghi della notte d'inverno, I draghi dell'alba di primavera, 2005 (orig.: Dragons of Autumn Twilight, Dragons of Winter Night, Dragons of Spring Dawning) ISBN 88-344-1833-6

Ed. Junior
1. Il ritorno dei draghi, 2003 (orig.: A Rumor of Dragons) ISBN 88-344-1616-3
2. La notte dei draghi, 2003 (orig.: Night of the Dragons) ISBN 88-344-1617-1
3. Le terre d'incubo, 2003 (orig.: The Nightmare Lands) ISBN 88-344-1676-7
4. I cancelli di Palanthas, 2003 (orig.: To the Gates of Palanthas) ISBN 88-344-1677-5

 Le leggende di Dragonlance 
Scritti con Tracy Hickman:
1. Il destino dei gemelli, 1986 (orig.: Time of the Twins) ISBN 88-344-1137-4
2. La guerra dei gemelli, 1986 (orig.: War of Twins) ISBN 88-344-1138-2
3. La sfida dei gemelli, 1986 (orig.: Test of the Twins) ISBN 88-344-1139-0

- Le leggende - Trilogia completa: Il destino dei gemelli, La guerra dei gemelli, La sfida dei gemelli, 2004 (orig.: Time of the Twins, War of Twins, Test of the Twins) ISBN 88-344-1636-8

 Le cronache di Krynn 
Scritti con Tracy Hickman:
1. Le cronache di Krynn: Fili di seta, Il prode cavaliere, La storia che tasslehoff giurò di non raccontare, Raistlin e il cavaliere di Solamnia 1992 (The Silken Threads, True Knight, The Story that Tasselhoff Promised He Would Never, Ever, Ever Tell, Raistlin and the Knight of Solamnia) ISBN 88-344-1484-5

 La guerra del caos 
Scritti con Tracy Hickman:
1. La seconda generazione, 1994 (orig.: The Second Generation) ISBN 88-344-0629-X
2. I draghi dell'estate di fuoco, 1995 (orig.: Dragons of Summer Flame) ISBN 88-344-0838-1
3. I draghi del chaos, (AA.VV.) 2003 (orig.: The Dragons of Chaos) ISBN 88-344-1620-1

 Le cronache di Raistlin 
1. L'alba del male, 1998 (orig.: The Soulforge) ISBN 88-344-0924-8
2. I fratelli in armi, (scritto con Don Perrin) 1999 (orig.: Brothers in Arms) ISBN 88-344-1167-6

 La guerra delle anime 
Scritti con Tracy Hickman:
1. I draghi del sole morente, 2000 (orig.: Dragons of a Fallen Sun) ISBN 88-344-1329-6
2. I draghi della stella perduta, 2001 (orig.: Dragons of a Lost Star) ISBN 88-344-1398-9
3. I draghi della luna evanescente, 2002 (orig.: Dragons of a Vanished Moon) ISBN 88-344-1506-X

 Il discepolo dell'oscurità 
1. Ambra e cenere, 2004 (orig.: Amber and Ashes) ISBN 88-344-1802-6
2. Ambra e ferro, 2006 (orig.: Amber and Iron) ISBN 88-344-1914-6
3. Ambra e sangue, 2008 (orig.: Amber and Blood) ISBN 978-88-344-2301-1

 Le cronache perdute 
1. I draghi degli abissi dei nani, 2006 (orig.: Dragons of the Dwarven Depths) ISBN 978-88-344-1963-2
2. I draghi dei signori dei cieli, 2008 (orig.: Dragons of the Highlord Skies) ISBN 978-88-344-2172-7
3. I draghi del signore del tempo, 2010 (orig.: Dragons of the Hourglass Mage) ISBN 978-88-344-2491-9

### Il ciclo di Death Gate
Scritti con Tracy Hickman:
1. L'ala del drago, 1990 (orig.: Dragon Wing) ISBN 88-344-1475-6
2. La stella degli elfi, 1990 (orig.: Elven Star) ISBN 88-344-1546-9
3. Mare di fuoco, 1991 (orig.: Fire Sea) ISBN 88-344-1593-0
4. Il sortilegio del serpente, 1991 (orig.: Serpent Mage) ISBN 88-344-1666-X
5. La mano del caos, 1993 (orig.: The Hand of Chaos) ISBN 88-344-1777-1
6. Nel labirinto, 1993 (orig.: Into the Labyrinth) ISBN 88-04-47933-7
7. La settima porta, 1994 (orig.: The Seventh Gate) ISBN 88-04-47731-8

### Il ciclo di Darksword
Scritti con Tracy Hickman:
1. La spada nera, 1988 (orig.:Forging the Darksword) ISBN 88-7983-251-4
2. L'antica profezia, 1988 (orig.:Doom of the Darksword) ISBN 88-356-0117-7
3. Il trionfo della spada nera, 1988 (orig.:Triumph of the Darksword) ISBN 88-356-0170-3
4. L'eredità della spada bera, 1997 (orig.:Legacy of the Darksword) ISBN 88-347-0752-4

### Il ciclo della rosa del profeta
Scritti con Tracy Hickman:
1. La rosa del profeta, 1989 (orig.: The Will of the Wanderer) ISBN 88-04-40205-9
2. Il paladino della notte, 1989 (orig.: Paladin of the Night) ISBN 88-04-40615-1
3. Il profeta di Akhran, 1989 (orig.: Prophet of Akhran) ISBN

### La pietra sovrana
Scritti con Tracy Hickman:
1. Il pozzo dell'oscurità, 1998 (orig.: Well of Darkness) ISBN 88-347-0920-9
2. I custodi del passato, 1999 (orig.: Guardians of the Losts) ISBN 88-347-0854-7
3. Viaggio nel vuoto, 2003 (orig.: Journey Into The Void) ISBN 88-347-0966-7

### Il ciclo di Starshield
Scritti con Tracy Hickman:
1. Sentinelle dell'universo, 1996 (orig.: Starshield Sentinels) ISBN 88-344-0985-X
2. La spada della notte, 1998 (orig.: Nightsword) ISBN 88-8113-090-4

### Il ciclo di Dragonships
Scritti con Tracy Hickman:
1. Le spoglie del drago, 2010 (orig.: Bones of the Dragon) ISBN 978-88-344-2473-5
2. Il segreto del drago, 2011 (orig.: Secret of the Dragon) ISBN 978-88-344-2653-1
3. L'ira del drago, 2013 (orig.: Rage of the Dragon) ISBN 978-88-344-2917-4

### La trilogia di Dragonworld
1. La signora dei draghi, 2006 (orig.: Mistress of dragons) ISBN 88-344-1878-6
2. Il figlio del drago, 2007 (orig.: The dragon's son) ISBN 978-88-344-2059-1
3. La congiura dei draghi, 2011 (orig.: Master of dragons) ISBN 978-88-344-2600-5

### Varie
Scritti con Don Perrin:
1. Dragonlance: ambientazione. Ambientazione, 2003 ISBN 88-8288-077-X

Scritti con Jamie Chambers e Christopher Coyle:
1. Dragonlance. Era dei mortali. Ambientazione. Accessorio, 2003 ISBN 88-8288-083-4

Scritti con Jamie Chambers e Chris Pierson:
1. Dragonlance. Torri dell'alta stregoneria. Ambientazione. Accessorio 2006